# Yasufumi Tanahashi

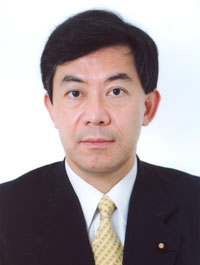
Yasufumi Tanahashi, 2005

Yasufumi Tanahashi (jap. 棚橋 泰文 Tanahashi Yasufumi; * 11. Februar 1963 in der Präfektur Gifu) ist ein japanischer Politiker der Liberaldemokratischen Partei (LDP), Abgeordneter im Shūgiin, dem Unterhaus des Nationalparlaments, und ehemaliger Minister. In der LDP gehörte er früher zur Tsushima-Faktion, später zur Tanigaki-Gruppe, seit 2017 zur vergrößerten Asō-Faktion.

## Leben
Nach seinem Studium der Rechtswissenschaft an der Universität Tokio wurde Tanahashi 1987 Beamter im MITI. 1993 verließ er das Ministerium und begann, in Ōgaki als Anwalt zu arbeiten. Bei der Shūgiin-Wahl 1996 wurde er im 2. Wahlkreis Gifu für die LDP erstmals ins Parlament gewählt und dort bis einschließlich 2024 neunmal bestätigt.
2004 berief Premierminister Jun’ichirō Koizumi Tanahashi als Staatsminister für Wissenschaft und Technologie, Lebensmittelsicherheit und Informationstechnologie in sein drittes Kabinett. Nach einem Jahr wurde er durch Iwao Matsuda ersetzt.
Bei der Wahl zum LDP-Vorsitz 2007 führte Tanahashi eine Gruppe von Abgeordneten an, die Koizumi zu überzeugen versuchten, erneut zu kandidieren. Dieser lehnte eine Rückkehr als Parteivorsitzender und Premierminister ab. Bei der Wahl von 2008 zog Tanahashi selbst eine Kandidatur in Betracht, fand aber nicht die dafür notwendige Unterstützung von 20 Abgeordneten.
Im Shūgiin war Tanahashi von 2016 bis 2017 Vorsitzender des Ausschusses für Grundlagen der nationalen Politik (kokka kihon seisaku iinkai; Generaldebatten-/Fragestunde-Ausschuss) und von 2019 bis 2020 des Haushaltsausschusses.
Von Juni bis Oktober 2021 ersetzte Tanahashi den für seine Kandidatur bei der Bürgermeisterwahl in der Stadt Yokohama zurückgetretenen Hachirō Okonogi als Vorsitzender der nationalen Kommission für öffentliche Sicherheit und Katatstrohenschutzminister im Kabinett Suga.